# Inzivka, Prîmorsk
Inzivka (în ucraineană Інзівка) este o comună în raionul Prîmorsk, regiunea Zaporijjea, Ucraina, formată numai din satul de reședință.

## Demografie
Componența lingvistică a comunei Inzivka
     Rusă (71,84%)
     Bulgară (16,88%)
     Ucraineană (11,05%)
     Alte limbi (0,15%)
Conform recensământului din 2001, majoritatea populației comunei Inzivka era vorbitoare de rusă (71,84%), existând în minoritate și vorbitori de bulgară (16,88%) și ucraineană (11,05%).